# Uraniu îmbogățit
Uraniul îmbogățit (în contrast cu uraniul sărăcit) reprezintă produsul procesului de separare izotopică a uraniului, în care proporția de izotop fisil (235U) este superioară celei corespunzătoare amestecului natural (0,72 %).

## Mod de preparare
Îmbogățirea se realizează tehnologic, prin procese de separare izotopică (centrifugare, separare electromagnetică, difuzie în fază gazoasă, difuzie termică în fază lichidă, etc.). Creșterea conținutului în izotop fisil este necesară în vederea utilizării combustibilului îmbogățit pentru realizarea fisiunii nucleare (în reactori energetici nucleari sau bombe nucleare). Din cauza acestei ultime aplicații, International Atomic Energy Agency monitorizează producerea și transferul acestui material nuclear (neproliferare).

## Grade de îmbogățire ale uraniului
- Uraniu ușor îmbogățit (engleza: „slightly enriched uranium”, SEU), cu un conținut în 235U de 0,9-1,2 %.[4] Este produs în vederea utilizării în reactorii CANDU de nouă generație (Advanced CANDU Reactors, ACR).
- Uraniu reprocesat (engleză: „reprocessed uranium”, RepU) este un produs al procesului de reprocesare a combustibilului nuclear epuizat.[5] Conținutul în uraniu este comparabil cu cel din SEU, astfel că acest RepU poate fi utilizat pentru alimentarea ACR. Dezavantajul utilizării RepU este că acesta conține 236U, care posedă o secțiune de captură eficace a neutronilor mare, perturbând balanța neutronică în procesul de fisiune. Acest fapt presupune necesitatea unui grad de îmbogățire superior în 235U, în vederea utilizării cu succes a RepU precum conbustibil nuclear. Un alt dezavantaj este activarea 236U și transformarea sa în 237Np, unul dintre cei mai mobili radioizotopi (probleme în depozitarea pe termen lung a deșeurilor nucleare).
- Uraniu slab îmbogățit (engleză: „low-enriched uranium”, LEU), conține mai puțin de 20 % 235U.[6] Pentru utilizarea în reactori comerciali de tip Light Water Reactors (LWR) gradul de îmbogățire este de 3-5 %, în timp ce pentru reactori de cercetare acesta ajunge la 12-19,75 %.
- Uraniu înalt îmbogățit (engleză: „highly enriched uranium”, HEU) conține peste 20 % 235U.[6] Pentru scopuri militare (bomba nucleară), gradul de îmbogățire poate depăși 85 %.
- Pe langă categoriile anterioare, prin reciclarea combustibilului nuclear epuizat și amestecare în proporția dorită cu uraniu sărăcit, se poate produce așa-numitul "combustibil echivalent uraniului natural" (cu un conținut în 235U apropiat de 0,72 %).[7]